# Rue de la Heaumerie
La rue de la Heaumerie, également écrit rue de la Haumerie, est une ancienne rue qui était située dans l'ancien 6e arrondissement de Paris, qui a disparu lors du percement de la rue de Rivoli.

## Situation
La rue de la Haumerie, d'une longueur de 73 mètres, qui était située dans l'ancien 6e arrondissement, quartier des Lombards, commençait au 1, rue de la Vieille-Monnaie et au 21, rue de la Savonnerie et finissait aux 36-38, rue Saint-Denis.
Les numéros de la rue étaient rouges. Le dernier numéro impair était le no 15 et le dernier numéro pair était le no 24.

## Origine du nom
Cette rue était ainsi nommée parce qu'elle était anciennement habitée par des fabricants de heaumes. Heaume ou hiaume signifie « casque » en vieux français.

## Historique
En 1300 et 1313, on la trouve sous le nom « rue de la Hiaumerie » et « rue de la Hyaumerie ».
Elle est citée dans Le Dit des rues de Paris, de Guillot de Paris, sous le nom de « rue de la Hiaumerie ».
Les registres de la paroisse Saint-Jacques-la-Boucherie la désignent souvent sous celui « rue des Armuriers ».
Elle est citée sous le nom de « rue de la Heaumerie » dans un manuscrit de 1636.
En 1702, la rue, qui fait partie du quartier de Saint-Jacques-de-la-Boucherie, comporte 22 maisons et 4 lanternes.
Une décision ministérielle du 18 vendémiaire an VI (9 octobre 1797) signée Letourneux fixe la largeur de cette voie publique à 6 mètres. Cette largeur est portée à 10 mètres en vertu d'une ordonnance royale du 19 juillet 1840.
La rue disparait en 1853, lors de l'ouverture de la rue de Rivoli.
Selon l’historien Hoffbauer, la rue est « bordée de maisons sales, laides et modernisées, avec des rez-de-chaussée anciens, mais sans aucun détail intéressant ».

## Bâtiments remarquables et lieux de mémoire
- Durant l’hiver 1420, un hôpital pour les enfants qui mouraient de faim est installé dans une maison. Ils y étaient chauffés, nourris et couchés dans des lits « donnez par les bonnes gens de Paris »[6].
- En 1674, l'abbaye de Montmartre possède quatre maisons dans cette rue, dans lesquelles se tient la juridiction de l'abbesse[7]. La prison était pourvue d’un cachot dans lequel, selon Sauval, était montrée une chaîne qui avait été utilisée pour enchaîner saint-Denis[8].